# Olivier Rochus
Olivier Rochus (Namur, Belgija, 18. siječnja 1981.) je bivši belgijski tenisač. Dosad je osvojio dva teniska turnira u singlu dok je sa sunarodnjakom Xavierom Malisseom bio osvajač Roland Garrosa 2004. u igri parova. Svoj najbolji teniski plasman ostvario je u listopadu 2005. (24. mjesto na ATP ljestvici).

## Karijera
Kao junior, Rochus je zajedno sa švicarskim asem Rogerom Federerom osvojio Wimbledon u igri parova 1998. godine. Tijekom juniorskog staža, tenisač je ostvario skor od 81-30 u pojedinačnim nastupima. Također, u tom razdoblju je stigao do četvrtfinala Australian i US Opena te polufinala Roland Garrosa i Wimbledona.
1999. belgijski tenisač odlazi u profesionalne vode a godinu potom osvaja svoj pri ATP naslov na sicilijskom turniru u Palermu gdje je pobijedio domaćeg predstavnika Diega Nargisa. Tijekom 2002. godine plasirao se u svoje drugo ATP finale na Copenhagen Openu gdje je poražen od Nijemca Larsa Burgsmüllera. Sljedeće godine igrao je finale istog turnira gdje je ponovo poražen. Bolji je ovog puta bio Karol Kučera. Iste godine stigao je i do finala Hamburg Mastersa što mu je najbolji rezultat na turnirima iz Masters serije 500.
5. lipnja 2004. belgijski tenisač je sa sunarodnjakom Malisseom ostvario najveći uspjeh karijere osvojivši Roland Garros u igri parova. S istim suigračem je početkom sljedeće godine osvojio i turnir u australskom Adelaideu.
Svoj drugi ATP naslov, Rochus osvaja 1. svibnja 2006. na bavarskom BMW Openu gdje je bio bolji od Kristofa Vliegena. S druge strane, s bratom Christopeom je nastupio u finalima turnira u Kitzbühelu i Dohi.
Belgijac je 2010. na turniru u Miamiju iz serije 1000 kreirao najveće iznenađenje pobijedivši drugog nositelja Novaka Đokovića.
Tenisač je do kraja karijere nastupio na još pet ATP finala u singlu (Mumbai, Stockholm, Auckland te dvije godine uzastopno Newport). Također, s Francuzom Arnaudom Clémentom igrao je finale Zagreb Indoorsa u kojem je slavila austrijsko-njemačka kombinacija Jürgen Melzer i Philipp Petzschner.

### Reprezentativna karijera
Na reprezentativnj razini, Steve Darcis je za Belgiju nastupao na Olimpijadi u Ateni 2004. Ondje je u singlu stigao do drugog kola gdje je poražen od Španjolca Carlosa Moye dok je u igri parova zajedno s Malisseom izgubio već u prvom kolu protiv francuskog dvojca Llodra-Santoro.
Na sljedećoj Olimpijadi u Pekingu postiže najbolji rezultat stigavši do trećeg kola gdje ga je pobijedio Čileanac Fernando González, kasniji finalist olimpijskog turnira. S druge strane, on i Steve Darcis najprije su pobijedili argentinsku kombinaciju Nalbandian-Cañas, da bi kasnije od njih bili bolji Rusi Andrejev i Davidenko.
Tijekom londonske Olimpijade, Rochus je ekspresno poražen od Johna Isnera sa 7-6, 6-4 dok u igri parova, Belgija nije imala predstavnika. To su ujedno bile i Rochusove posljednje Olimpijske igre prije konačnog umirovljenja 2014. godine.

## ATP finala

### Pojedinačno (2:8)
| Ishod   | Datum               | Turnir                | Podloga         | Protivnik         | Rezultat        |
| ------- | ------------------- | --------------------- | --------------- | ----------------- | --------------- |
| Pobjeda | 25. rujna 2000.     | Palermo, Italija      | zemlja          | Diego Nargiso     | 7–6(16–14), 6–1 |
| Poraz   | 11. veljače 2002.   | Kopenhagen, Danska    | beton (dvorana) | Lars Burgsmüller  | 3–6, 3–6        |
| Poraz   | 3. ožujka 2003.     | Kopenhagen, Danska    | beton (dvorana) | Karol Kučera      | 6–7(4–7), 4–6   |
| Poraz   | 15. veljače 2005.   | Auckland, Novi Zeland | beton           | Fernando González | 4–6, 2–6        |
| Pobjeda | 1. svibnja 2006.    | München, Njemačka     | zemlja          | Kristof Vliegen   | 6–4, 6–2        |
| Poraz   | 24. rujna 2007.     | Mumbai, Indija        | beton           | Richard Gasquet   | 3–6, 4–6        |
| Poraz   | 25. listopada 2009. | Stockholm, Švedska    | beton (dvorana) | Marcos Baghdatis  | 1–6, 5–7        |
| Poraz   | 11. srpnja 2010.    | Newport, SAD          | trava           | Mardy Fish        | 7–5, 3–6, 4–6   |
| Poraz   | 10. srpnja 2011.    | Newport, SAD          | trava           | John Isner        | 3–6, 6–7(6–8)   |
| Poraz   | 14. siječnja 2012.  | Auckland, Novi Zeland | beton           | David Ferrer      | 3–6, 4–6        |

### Parovi (2:5)
| Ishod   | Datum               | Turnir                          | Podloga         | Partner           | Protivnici                       | Rezultat           |
| ------- | ------------------- | ------------------------------- | --------------- | ----------------- | -------------------------------- | ------------------ |
| Pobjeda | 5. lipnja 2004.     | Roland Garros, Pariz, Francuska | zemlja          | Xavier Malisse    | Michaël Llodra Fabrice Santoro   | 7–5, 7–5           |
| Pobjeda | 9. siječnja 2005.   | Adelaide, Australija            | beton           | Xavier Malisse    | Simon Aspelin Todd Perry         | 7–6(7–5), 6–4      |
| Poraz   | 31. srpnja 2005.    | Kitzbühel, Austrija             | zemlja          | Christophe Rochus | Leoš Friedl Andrei Pavel         | 2–6, 7–6(7–5), 0–6 |
| Poraz   | 8. siječnja 2006.   | Doha, Katar                     | beton           | Christophe Rochus | Jonas Björkman Max Mirnji        | 6–2, 3–6, [8–10]   |
| Poraz   | 15. listopada 2006. | Stockholm, Švedska              | beton (dvorana) | Kristof Vliegen   | Paul Hanley Kevin Ullyett        | 6–7(2–7), 4–6      |
| Poraz   | 20. srpnja 2008.    | Kitzbühel, Austrija             | zemlja          | Lucas Arnold Ker  | James Cerretani Victor Hănescu   | 3–6, 5–7           |
| Poraz   | 7. veljače 2010.    | Zagreb, Hrvatska                | beton (dvorana) | Arnaud Clément    | Jürgen Melzer Philipp Petzschner | 6–3, 3–6, [8–10]   |

## Vanjske poveznice
- ATP World Tour.com - Olivier Rochus